# Duitsland op het Eurovisiesongfestival 2020
Duitsland zou deelnemen aan het Eurovisiesongfestival 2020 in Rotterdam, Nederland. Het zou de 64ste deelname van het land aan het Eurovisiesongfestival geweest zijn. De ARD was verantwoordelijk voor de Duitse bijdrage voor de editie van 2020.

## Selectieprocedure
Door de tegenvallende Duitse resultaten van de voorgaande jaren opteerde Duitsland ditmaal voor een interne selectie. De gebruikelijke nationale finale kwam hierdoor te vervallen. Het was voor het eerst sinds 2009 dat de Duitsers intern de inzending kozen voor het Eurovisiesongfestival.
De Duitse inzending werd gekozen middels twee jury’s (één met honderd Duitsers en één met twintig internationale muziekprofessionals). Op 27 februari 2020 werd bekendgemaakt dat de 22-jarige zanger Ben Dolic Duitsland zou gaan vertegenwoordigen in Rotterdam. Het nummer dat hij zou gaan vertolken droeg de titel Violent thing.
Dolic groeide op in Slovenië waar hij deelnam aan Slovenia’s Got Talent. In 2016 nam hij al eens deel aan de Sloveense voorronde voor het Eurovisiesongfestival als lid van de band D Base. In 2018 volgde een deelname aan The Voice of Germany waar hij als tweede eindigde. 

## In Rotterdam
Als lid van de de Grote Vijf zou Duitsland meteen aan de finale deelnemen op 16 mei 2020. Het Eurovisiesongfestival 2020 werd evenwel geannuleerd vanwege de COVID-19-pandemie.
1956 · 1957 · 1958 · 1959 · 1960 · 1961 · 1962 · 1963 · 1964 · 1965 · 1966 · 1967 · 1968 · 1969 · 1970 · 1971 · 1972 · 1973 · 1974 · 1975 · 1976 · 1977 · 1978 · 1979 · 1980 · 1981 · 1982 · 1983 · 1984 · 1985 · 1986 · 1987 · 1988 · 1989 · 1990 · 1991 · 1992 · 1993 · 1994 · 1995 · 1996 · 1997 · 1998 · 1999 · 2000 · 2001 · 2002 · 2003 · 2004 · 2005 · 2006 · 2007 · 2008 · 2009 · 2010 · 2011 · 2012 · 2013 · 2014 · 2015 · 2016 · 2017 · 2018 · 2019 · 2020 · 2021 · 2022 · 2023 · 2024 · 2025
Albanië · Armenië · Australië · Azerbeidzjan · België · Bulgarije · Cyprus · Denemarken · Duitsland · Estland · Finland · Frankrijk · Georgië · Griekenland · Ierland · IJsland · Israël · Italië · Kroatië · Letland · Litouwen · Malta · Moldavië · Nederland · Noord-Macedonië · Noorwegen · Oekraïne · Oostenrijk · Polen · Portugal · Roemenië · Rusland · San Marino · Servië · Slovenië · Spanje · Tsjechië · Verenigd Koninkrijk · Wit-Rusland · Zweden · Zwitserland